# Manoir de Gonneville (Blainville-sur-Mer)
Pour les articles homonymes, voir Manoir de Gonneville.
Le manoir de Gonneville est une demeure, du XVe siècle, transformée en exploitation agricole, qui se dresse sur le territoire de la commune française de Blainville-sur-Mer, dans le département de la Manche, en région Normandie. Il est partiellement inscrit au titre des monuments historiques.

## Localisation
Le manoir de Gonneville est situé sur la commune de Blainville-sur-Mer, dans le département français de la Manche.

## Historique
Le manoir date du XVe siècle alors que sa chapelle, dédiée à la Vierge et à saint Philibert, le patron des matelots, existante depuis 1050, fut reconstruite au XIVe siècle. Il s'y tenait une messe solennelle au départ et au retour des terre-neuvas.
Herman Menke et Geneviève de Saint-Pern, qui avaient tous les deux participé aux combats de la Libération, propriétaires du manoir l'ont après-guerre restauré dans la tradition.

## Description
Le manoir de Gonneville se présente sous la forme d'un corps de logis en équerre avec dans l'angle intérieur une tourelle polygonale à usage d'escalier.

### Chapelle des marins

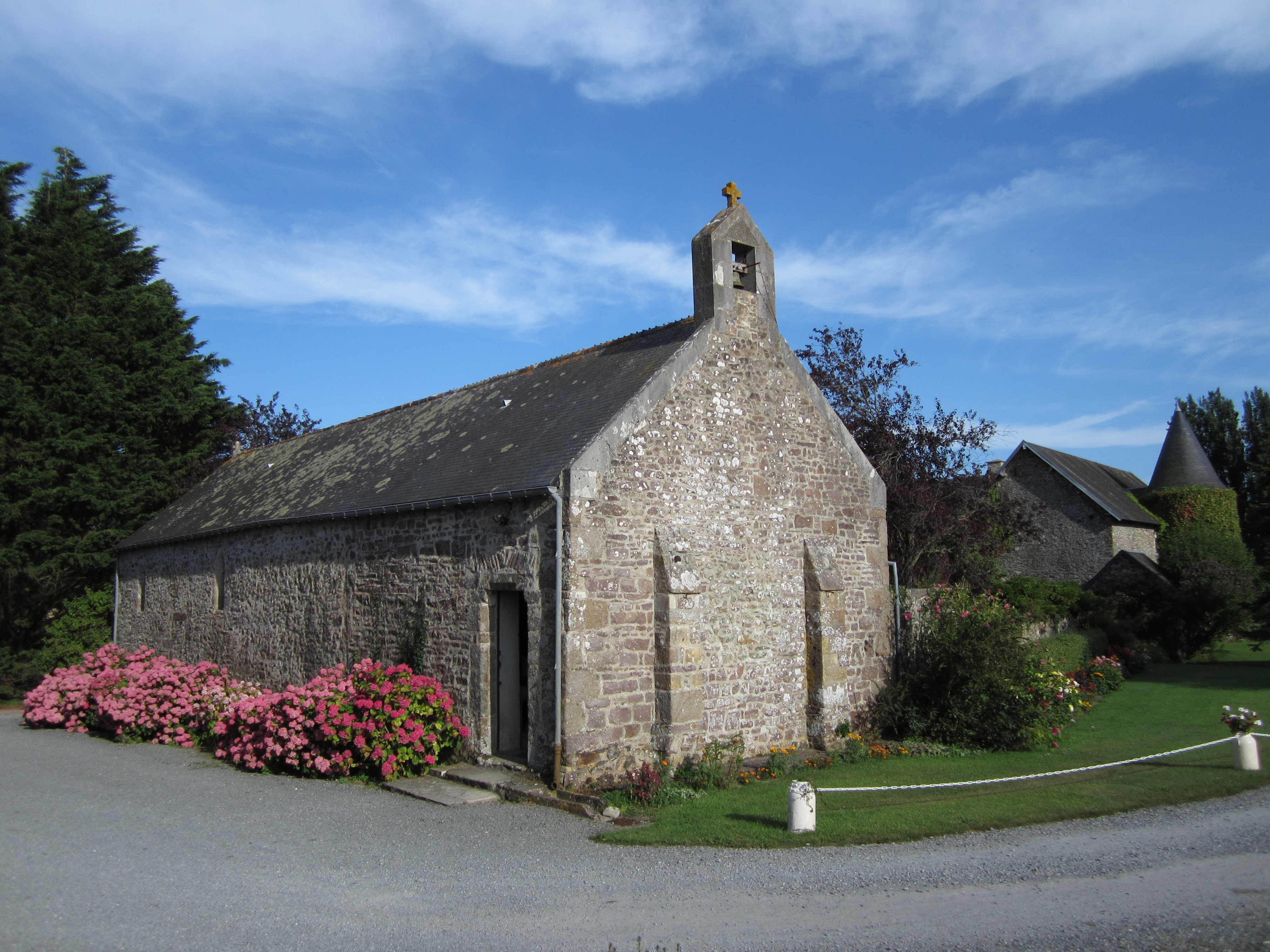
La chapelle.

La chapelle renferme un tableau ex-voto de bateau dans la tempête datant du XVIIIe siècle et deux maquettes ex-voto de la fin du XIXe siècle, l'un représentant le trois mâts « Notre-Dame de Granville », l'autre le trois mâts « Marie », classés au titre objet,,.
D'autres œuvres votives sont présentes, un navire à deux mâts, un second tableau, un vitrail et un bateau en bouteille.

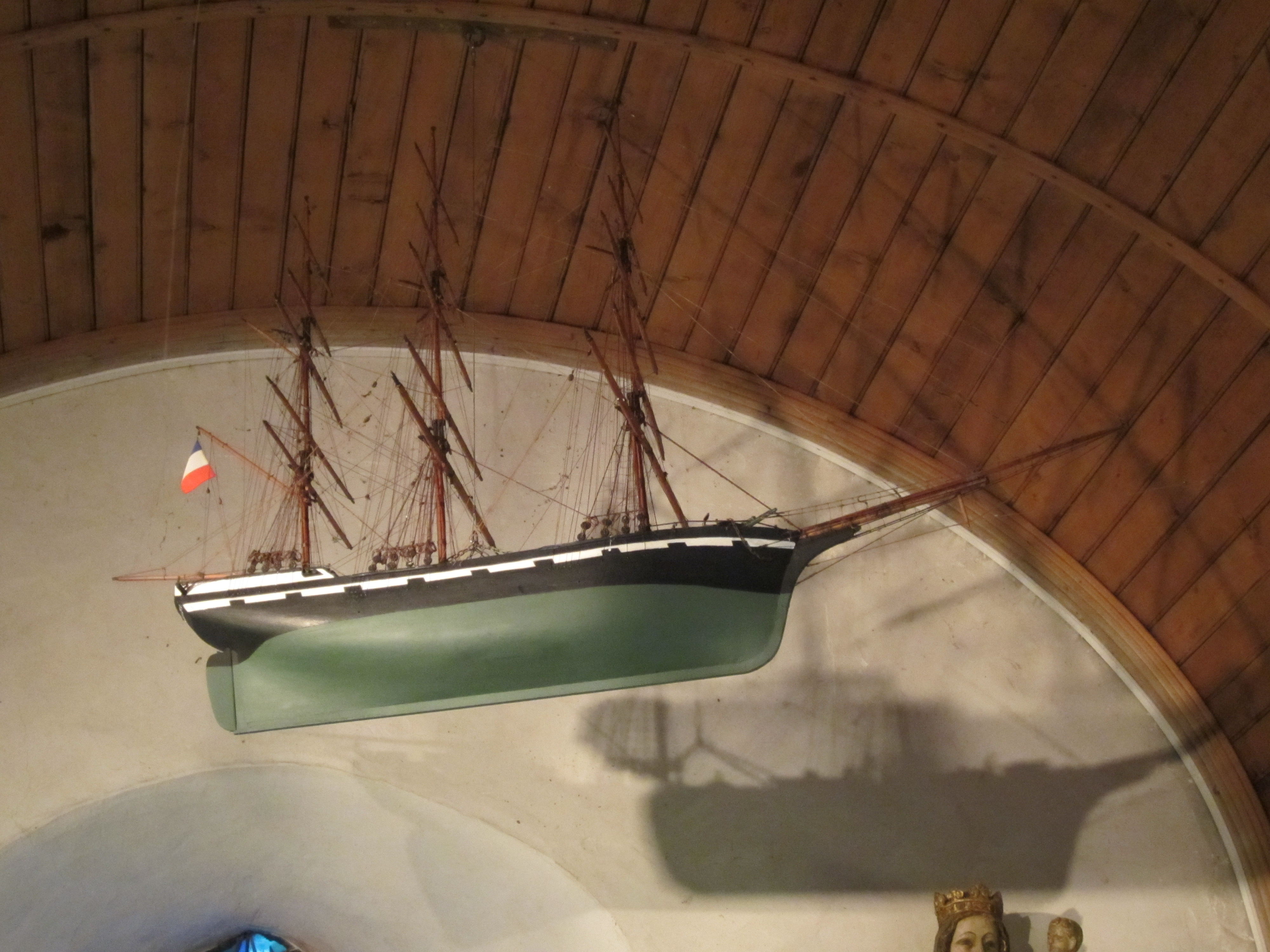
Trois mâts Notre-Dame de Granville.
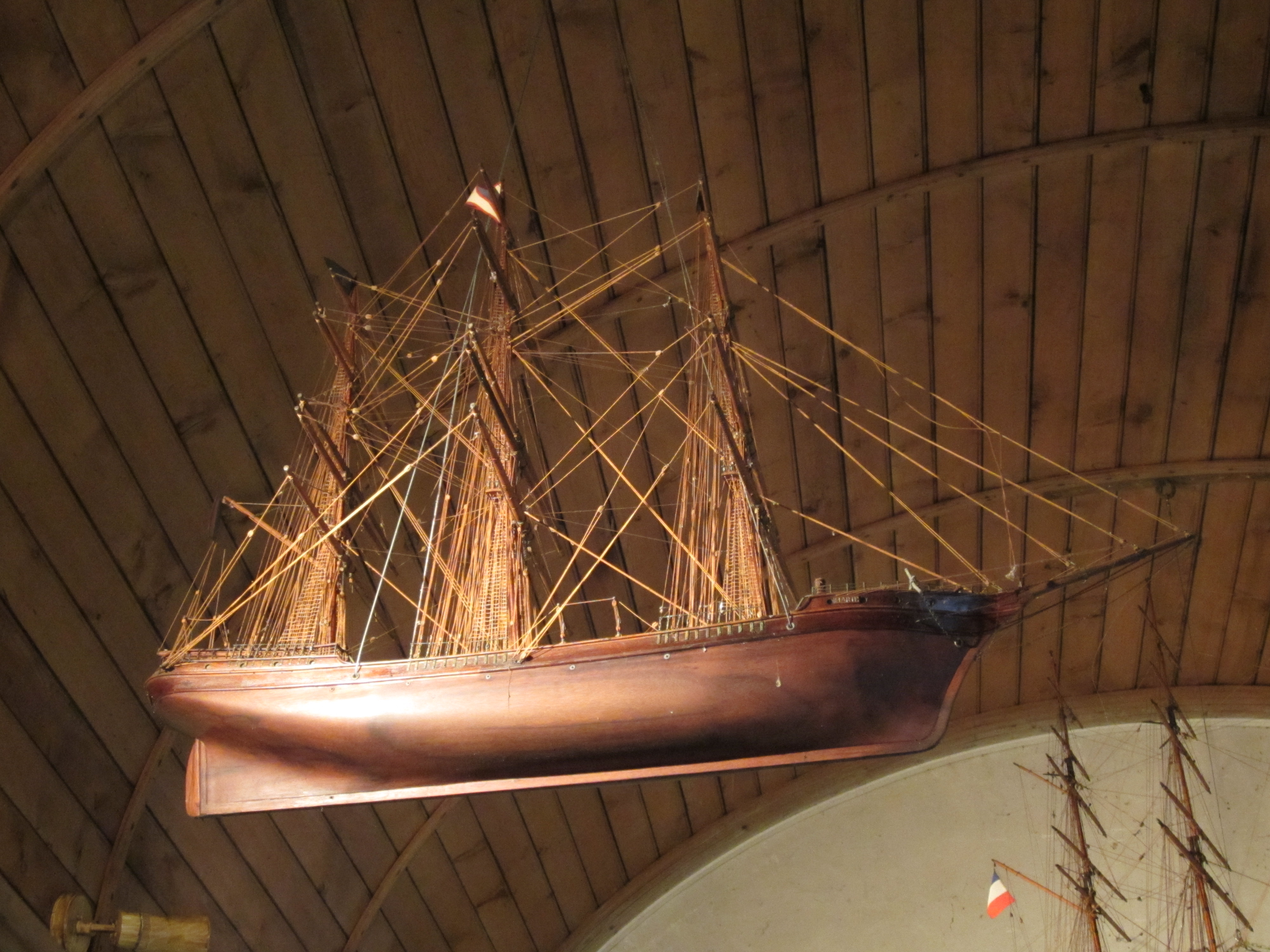
Trois mâts Marie.
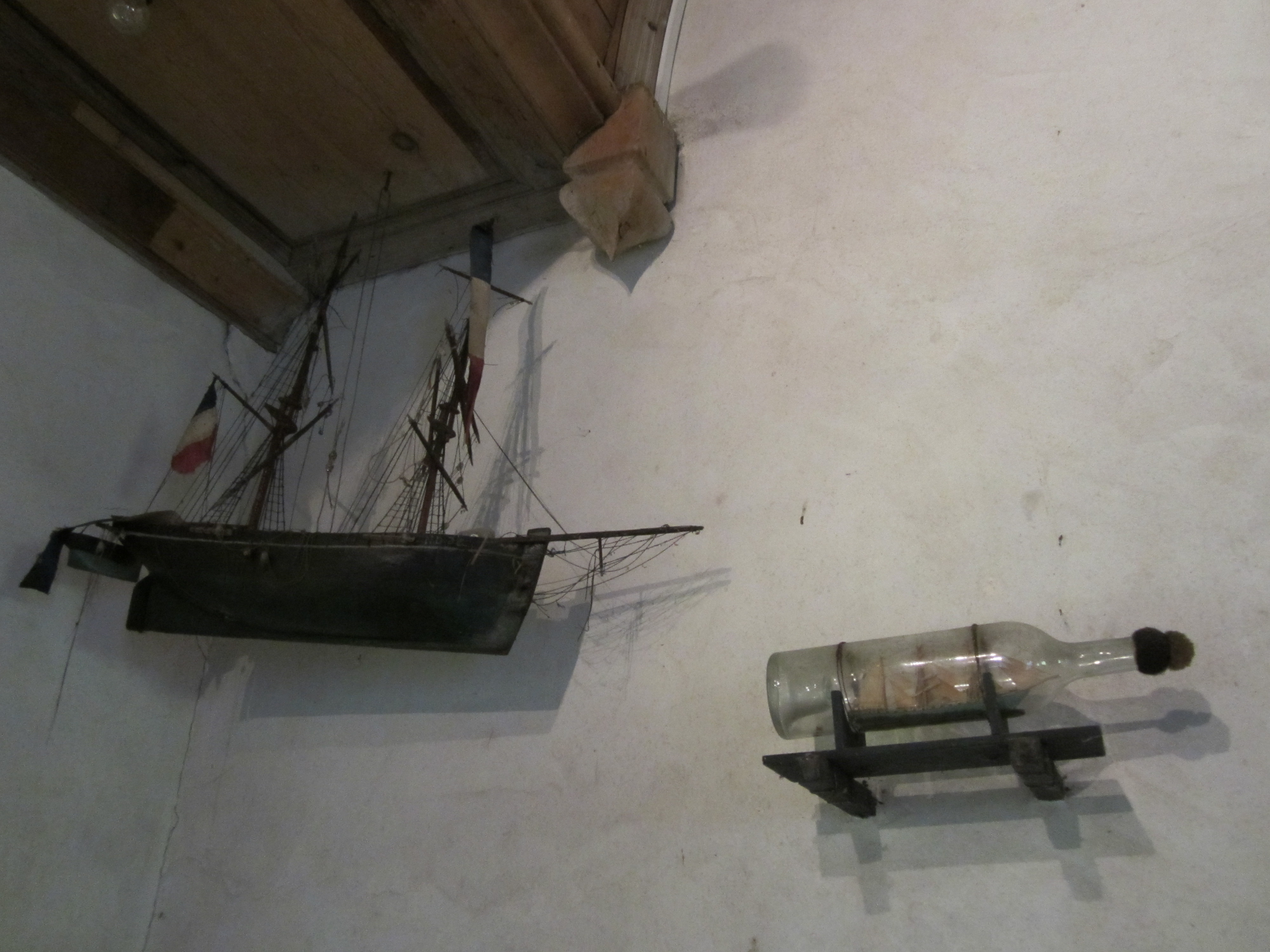
Ex-voto.
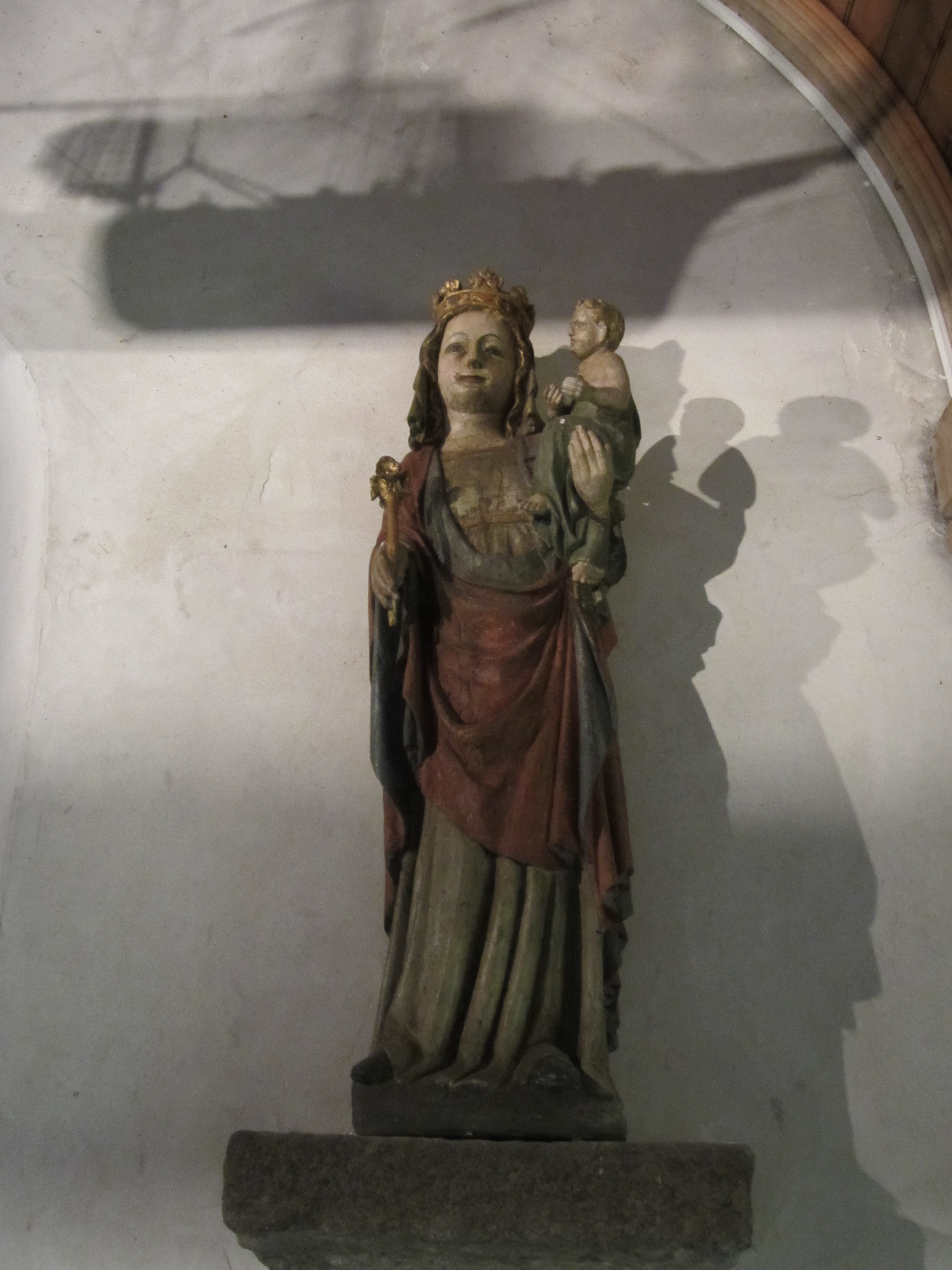
Statue de Notre-Dame.

## Protection
Les façades et toitures de la chapelle du manoir, dite « chapelle des Marins », sont inscrites au titre des monuments historiques par arrêté du 5 avril 2005.